# Gul flamskivling
Gul flamskivling (Pholiota alnicola) är en svampart. Pholiota alnicola ingår i släktet tofsskivlingar och familjen Strophariaceae.

## Underarter
Arten delas in i följande underarter:
- alnicola
- salicicola

## Bildgalleri

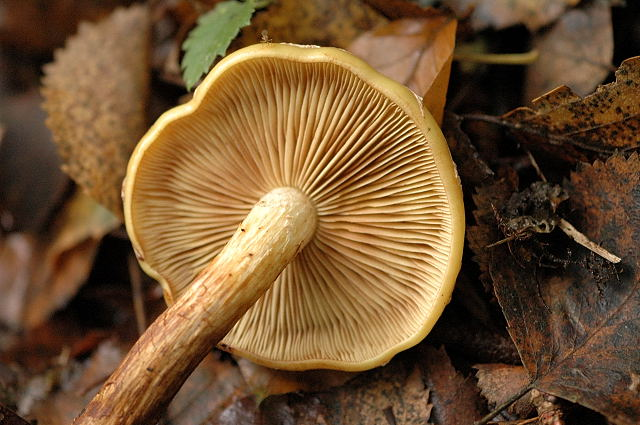